# Prêmio ACS de Química Pura
O Prêmio ACS de Química Pura (em inglês:  American Chemical Society Award in Pure Chemistry) é um prêmio concedido anualmente desde 1931 pela American Chemical Society (ACS) por pesquisas de cientistas jovens em química na América do Norte.
É dotado com 5.000 dólares. O recipiente não pode ter mais de 35 anos de idade.

## Laureados[1]
- 1931 Linus Pauling
- 1932 Oscar Knefler Rice
- 1933 Frank Spedding
- 1934 Charles Frederick Koelsch
- 1935 Raymond M. Fuoss
- 1936 John Gamble Kirkwood
- 1937 Edgar Bright Wilson
- 1938 Paul Doughty Bartlett
- 1940 Lawrence O. Brockway
- 1941 Karl August Folkers
- 1942 John Lawrence Oncley
- 1943 Kenneth Sanborn Pitzer
- 1944 Arthur C. Cope
- 1945 Frederick T. Wall
- 1946 Charles C. Price III.
- 1947 Glenn Theodore Seaborg
- 1948 Saul Winstein
- 1949 Richard T. Arnold
- 1950 Verner Schomaker
- 1951 John Clark Sheehan
- 1952 Harrison Scott Brown
- 1953 William von Eggers Doering
- 1954 John Dombrowski Roberts
- 1955 Paul Delahay
- 1956 Paul Mead Doty
- 1957 Gilbert Stork
- 1958 Carl Djerassi
- 1959 Ernest M. Grunwald
- 1960 Elias James Corey
- 1961 Eugene van Tamelen
- 1962 Harden McConnell
- 1963 Stuart Alan Rice
- 1964 Marshall Fixman
- 1965 Dudley Robert Herschbach
- 1966 Ronald Breslow
- 1967 John D. Baldeschwieler
- 1968 Orville Lamar Chapman
- 1969 Roald Hoffmann
- 1970 Harry Barkus Gray
- 1971 R. Bruce King
- 1972 Roy G. Gordon
- 1973 John Brauman
- 1974 Nicholas Turro
- 1975 George Whitesides
- 1976 Karl F. Freed
- 1977 Barry Trost
- 1978 Jesse L. Beauchamp
- 1979 Henry Frederick Schaefer
- 1980 John E. Bercaw
- 1981 Mark Stephen Wrighton
- 1982 Stephen R. Leone
- 1983 Michael J. Berry
- 1984 Eric Oldfield
- 1985 Ben S. Freiser
- 1986 Peter Guy Wolynes
- 1987 George McLendon
- 1988 Jacqueline Barton
- 1989 Stuart Schreiber
- 1990 Peter G. Schultz
- 1991 Nathan Lewis
- 1992 Charles Lieber
- 1993 Jeremy Mark Berg
- 1994 Gerard Parkin
- 1995 Mohammadreza Ghadiri
- 1996 Ann E. McDermott
- 1997 Erick Moran Carreira
- 1998 Christopher C. Cummins
- 1999 Chad Mirkin
- 2000 Chaitan Khosla
- 2001 Carolyn Bertozzi
- 2002 Hongjie Dai
- 2003 Jillian M. Buriak
- 2004 Mei Hong
- 2005 Yang Peidong
- 2006 David Ruchien Liu
- 2007 Xiaowei Zhuang
- 2008 Rustem F. Ismagilov
- 2009 Garnet K. L. Chan
- 2010 Phil Baran
- 2011 Melanie Sanford
- 2012 Oleg V. Ozerov
- 2013 Theodor Agapie
- 2014 Sara E. Skrabalak[2]
- 2015 Adam E. Cohen[3]
- 2016 Jonathan S. Owen
- 2017 Neal K. Devaraj
- 2018 Mircea Dinca
- 2019 Danna Freedman[4]